# Haplostachys bryanii
Haplostachys bryanii (Engelse namen: Molokai islandmint, Bryan's Haplostachys) was een plant die endemisch was op het Hawaïaanse eiland Molokai waar hij voorkwam in droge graslanden, struikgewassen en bossen op kleine hoogtes in de omgeving van de vulkaan Mauna Loa.
Het was een rechtopstaande, 30-50 cm hoge, vaste plant. De bladeren waren langwerpig-hartvormig, 4-7 cm lang en bedekt met een wollige, witte beharing. De bloeiwijze was een rechtopstaande, eindstandige aar en bestond uit kleine, 1-1,4 cm lange, witte bloemen.
De plant werd in 1918 voor het laatst gezien. Vermoedelijk stierf de soort uit door vernietiging van zijn leefgebied voor het aanleggen van landbouwgronden, invoering van invasieve plantensoorten en vraat door rundvee en geiten.